# La Celette
La Celette – miejscowość i gmina we Francji, w Regionie Centralnym, w departamencie Cher.
Według danych na rok 1990 gminę zamieszkiwało 180 osób, a gęstość zaludnienia wynosiła 7 osób/km² (wśród 1842 gmin Regionu Centralnego La Celette plasuje się na 959. miejscu pod względem liczby ludności, natomiast pod względem powierzchni na miejscu 472.).